# Lomnice (Moravia-Slesia)
Lomnice (in tedesco Lobnig) è un comune della Repubblica Ceca facente parte del distretto di Bruntál, nella regione della Moravia-Slesia.